# 瀬戸麻沙美 Now Roading
『瀬戸麻沙美 Now Roading』（せとあさみ ナウ ローディング）は、2020年4月5日より2023年3月26日まで文化放送 超!A&G+で配信されていたインターネットラジオ番組である。パーソナリティは、声優の瀬戸麻沙美。

## 番組概要
2020年2月度に超!A&G+「超!A&G+マンスリースペシャル」枠で放送されていた「瀬戸麻沙美 Now Loading...」を改題した上で、2か月後の同年4月よりレギュラー番組に格上げしたもの。瀬戸の趣味が自動車の運転であることにちなみ、「道」とその英語表記「Road」を掛けたタイトルに改題された。
なお、放送開始直後の第3回（2021年4月19日放送分）より、新型コロナウイルス感染症の流行拡大に伴って一時的に（2020年5月31日放送の第6回まで）隔週更新に変更されていた。また、前述の「超!A&G+ マンスリースペシャル」は同様の理由により2020年5月度の放送が中止され、この期間中は2月に放送されていた「瀬戸麻沙美 Now Loading...」のリピート放送を行っていたため、一時期前身番組と並行放送される形となっていた。

## パーソナリティ
- 瀬戸麻沙美

## 放送時間
超!A&G+
- 2020年4月5日 - 2023年3月26日

毎週日曜日 19:00 - 19:30（本配信）
毎週火曜日 02:00 - 02:30（リピート配信 / 2022年6月28日より）
毎週土曜日 10:00 - 10:30（リピート配信）
この他、AG-ON Premiumにてアーカイブ配信あり（放送日から1週間無料）
- 第37回（2020年12月27日放送分）までは超!A&G+公式YouTubeチャンネルでもアーカイブ配信を行っていた

## コーナー
- リスナーズジャンクション
  - 瀬戸の車好きにちなみ、リスナーの「車」にまつわるエピソードを取り上げる[4]。
- ナウローヒーリング
- 今週の気になる瀬戸道
- N-1グランプリ

### 過去のコーナー
- ガラ変
  - リスナーの中で考え方が以前と比べてガラッと変化したことを瀬戸が取り上げる[1]。
- きいてよ、瀬戸さん!
  - リスナーが瀬戸に聞いてもらいたい頑張ったエピソードなどを紹介する[4]。
- 瀬戸さんこのトークありますか?
  - 瀬戸の会話の引き出しに入っていなさそうなお題をリスナーから募集し、そのお題に沿って瀬戸がトークを繰り広げる[4]。

## ゲスト
- 第51回・第52回（2021年4月4日・4月11日放送分） - 髙橋ミナミ[5]